# Barra do Guarita
Barra do Guarita este un oraș în Rio Grande do Sul (RS), Brazilia.